# Línguas bantoides

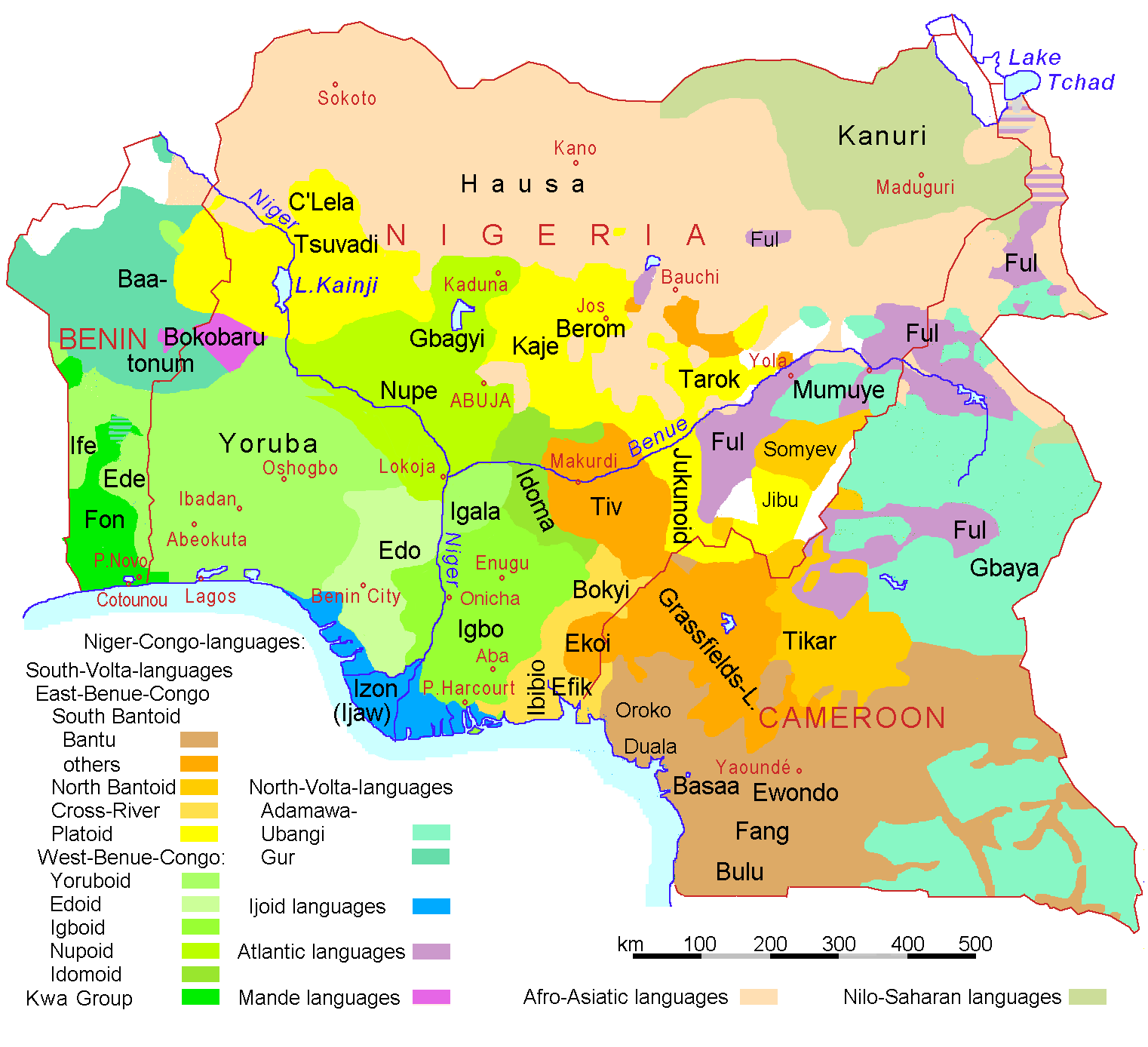
Borda norte-ocidental da zona bantu (marrom) e outras línguas bantoides (em tons laranja) no Camarões e Nigéria

Na classificação das línguas africanas, as línguas bantoides formam um ramo da subfamília benue-congolesa do filo nigero-congolês. O termo "bantoide" foi primeiramente usado por Krause em 1895 para línguas que apresentavam semelhanças no vocabulário com as línguas bantu. Greenberg em seu influente livro de 1963 The Languages of Africa definiu as línguas bantoides como um grupo no qual as línguas bantas pertencem junto a outros grupos relacionados; esse é o sentido no qual o termo ainda é usado atualmente. 
Foi proposta a divisão do grupo bantoide em setentrional e meridional feita por Williamson (1989, baseada em um trabalho de Blench [1987]). Nessa proposta, as línguas mambiloides e dakoides estariam agrupadas no grupo bantoide setentrional, enquanto todas as outras estariam classificadas no grupo bantoide meridional; o Ethnologue usa essa classificação. A uniformidade do grupo bantoide setentrional foi posta em questão, mas conseguiu se estabelecer o grupo bantoide meridional como uma unidade genética válida. O grupo bantoide meridional abriga a conhecida e numerosa família bantu.